# Mamariga
Mamariga es un barrio  del municipio de Santurce, en Vizcaya. El barrio lo componen los núcleos de Mamariga, La Sardinera, Vallejo, grupo Nafarroa y Vista Alegre. Mamariga es un barrio con tradición pescadora, si bien hoy en día esa tradición se ha perdido casi por completo. El barrio se encuentra en los pies del monte Serantes. Limita con los barrios de San Juan, Las Viñas, Santurce centro y con el superpuerto.

## Personajes públicos
- Imanol Pradales (lendakari)
- Iosu Expósito (guitarrista de la banda punk Eskorbuto)

## Servicios
- Centro de Salud Mamariga
- Iglesia Virgen del Mar
- Herri Ikastetxea
- Mamarigako Kultur Etxea

## Principales calles
- Avda. Iparragirre
- C/ Mamariga
- C/ Simón Bolívar
- C/ Vallejo
- C/ Virgen del Mar
- Pl. Virgen del Mar
- C/ Vista Alegre
- C/ Bruno Alegria
- C/ Juan Crisostomo de Arriaga
- P.° de la Sardinera
- C/ Julián Gayarre
- C/ Regales

## Transporte

### Metro de Bilbao
- Estación de Mamariga (lanzadera L2)

### Bizkaibus
- A2315 Santurtzi - UPV/EHU
- A3129 Lutxana - Cruces/Gurutzeta - Santurtzi
- A3135 Sestao - Cabieces
- A3334 Santurtzi - Balmaseda
- A3335 Muskiz - Sestao